# Catharosia lustrans
Catharosia lustrans är en tvåvingeart som först beskrevs av Henry J. Reinhard 1944.  Catharosia lustrans ingår i släktet Catharosia och familjen parasitflugor.
Artens utbredningsområde är British Columbia. Inga underarter finns listade i Catalogue of Life.